# 羅伯特·里奇
羅伯特·里奇（英語：Robert Leckie，或譯勞勃·里奇，1920年12月18日—2001年12月14日）是第二次世界大戰期間的美國海軍陸戰隊軍人，當時他是陸戰1師1團2營H連一等兵，戰後他成了記者和作家，著有《枕戈待旦》（Helmet for My Pillow）和《太平洋的挑戰》（Challenge for the Pacific）等書。他的故事曾經由HBO改編拍攝成電視影集《太平洋战争》。里奇曾榮獲美國軍方頒發的紫心勳章。